# Ernst Lerle
Ernst Lerle (* 18. Februar 1915 in Zgierz, heute Woiwodschaft Łódź, Polen; † 2. Juni 2001 in Erlangen, Mittelfranken, Bayern) war ein deutscher evangelisch-lutherischer Theologe, Pfarrer und Neutestamentler.

## Leben
Lerle war der Sohn des Stadtmissionars und späteren Pastors der Evangelisch-Lutherischen Freikirche in Polen August Lerle (1884–1965). Ab 1932 studierte er Philosophie, Psychologie und Pädagogik an der Universität Posen, anschließend ab 1936 Evangelische Theologie an der Universität Warschau. 1940 wurde er zum Kriegsdienst einberufen. Nach der Entlassung aus der Kriegsgefangenschaft setzte er sein Studium an der Universität Heidelberg fort und wurde am 20. Mai 1947 bei Martin Dibelius mit dem Thema Diakrisis Pneumaton bei Paulus zum Dr. theol. promoviert.
Anschließend arbeitete er als Pastor der Evangelisch-Lutherischen Freikirche (ELFK) und betreute Gemeinden, die aus Flüchtlingen der Evangelisch-Lutherischen Freikirche in Polen bestanden. 1953 wurde er zuerst nebenamtlicher, 1958 hauptamtlicher Dozent am Lutherischen Theologischen Seminar der ELFK in Leipzig. Von 1958 bis 1978 als Rektor das Seminar. 1959 habilitierte er sich an der Humboldt-Universität bei Erich Fascher.
Nach Eintritt in den Ruhestand übersiedelte er 1981 nach Erlangen, wo er noch bis 1986 an der Theologischen Fakultät der Universität lehrte. Von 1984 bis 1997 nahm er auch einen Lehrauftrag an der Staatsunabhängigen Theologischen Hochschule Basel wahr.
Lerles Veröffentlichungen waren nicht nur der dem Neuen Testament gewidmet, sondern auch Fragen der Homiletik. Daneben verfasste er Streitschriften gegen die Historisch-kritische Bibelauslegung, insbesondere gegen Rudolf Bultmann und seine Schule.
Der bekannte Schweizer reformierte Theologe Ulrich Luz lud ihn 1992 im Rahmen eines Bibelprojekts der Theologischen Kommission des Schweizerischen Evangelischen Kirchenbundes ein, seinen fundamentalistischen Zugang zur Bibel darzulegen. Daneben stellten der Evangelikale Wolfgang J. Bittner, die Feministin Denise Jornod, der Neutestamentler Daniel Marguerat, der Pfarrer Rolf Kaufmann als Vertreter der tiefenpsychologischen und Kuno Füssel mit seiner materialistischen Interpretation ihre Sichtweisen anhand eines gemeinsamen Bibeltextes aus dem Markusevangelium 6,30-44 zur Speisung der Fünftausend dar. Daraus entstand das im Theologischen Verlag Zürich mehrfach aufgelegte Buch Zankapfel Bibel. Eine Bibel – viele Zugänge. Ein theologisches Gespräch.

## Familie
Lerle war ab 1949 mit Margarete geborene Döring verheiratet. Einer seiner Söhne, der verurteilte Holocaustleugner Johannes Lerle, betreibt die Website ernst-lerle.de mit einem vollständigen Schriftenverzeichnis und Zugang zu zahlreichen Texten Lerles.

## Theologische Lehre
Lerle wandte sich bereits früh gegen die historisch-kritische Theologie, deren Auswirkungen er als schädlich für die betroffenen Kirchen ansah. Denn viele Theologieprofessoren, die kaum Gemeindepastoren waren, würden eine Bibelwissenschaft vertreten, die durch einen methodischen Atheismus geprägt worden sei. Die biblischen Berichte über Christus würden von der Person und der Lehre des
historischen Jesus abgetrennt und diffusen Gemeindekollektiven zugeordnet. In diesen frühchristlichen Gemeinden sei Jesus zum Sohn Gottes hochgehoben, sein Tod als Sühneleistung für unsere Sünden und das leere Grab durch seine Auferstehung interpretiert worden. So würden die Evangelien zu Legenden degradiert, angebliche Widersprüche in die Bibel hineingelesen und beides als göttliche Glaubensgrundlage zerstört.
Lerle versuchte dieser glaubenszersetzenden Lehre etwas entgegenzuhalten, indem er das Leben und die Lehre von Jesus den Evangelien gemäß auslegte. Gerade die kleinen Differenzen würden die biblischen Berichte glaubwürdig machen und sie plausibel erscheinen lassen.

## Schriften (Auswahl)
- Diakrisis Pneumaton bei Paulus, Dissertation, Heidelberg 1947, OCLC 720563966.
- Christus und die Not unserer Zeit, Lutheraner-Verlag, Frankfurt am Main 1949, OCLC 250584406.
- Voraussetzungen der neutestamentlichen Exegese. Lutheraner-Verlag, Frankfurt am Main 1951, OCLC 250584206.
- Eine Macht auf dem Haupte?, Evangelische Verlagsanstalt, Berlin 1952, 2. Auflag Uelzen 1956, OCLC 633772467.
- Kritik an Bultmann, Lutheraner-Verlag, Frankfurt am Main 1953, OCLC 963466525.
- Das Raumverständnis im Neuen Testament, Evangelische Verlagsanstalt, Berlin 1955, 2. Auflage Lutheraner-Verlag, Stuttgart 1955, OCLC 247546848.
- Die Predigt im Neuen Testament, Lutheraner-Verlag, Uelzen 1956, 2. Auflage Evangelische Verlagsanstalt, Berlin 1957, OCLC 604777476.
- Ursprünge der oekumenischen Mission. Religionsgeschichtlicher Hintergrund und Vorgeschichte der paulinischen Aufnahmeprinzipien in das Gottesvolk, Habilitationsschrift, Evangelische Verlagsanstalt, Berlin 1959, OCLC 968343066.
- Proselytenwerbung und Urchristentum, Evangelische Verlagsanstalt, Berlin 1960, OCLC 250584441.
- Methode der Gedankenimpulse in der Homiletik, Evangelische Verlagsanstalt, Berlin 1961, OCLC 250584436.
- Kerygma aus der Perspektive der Hörer, Evangelische Verlagsanstalt, Berlin 1963, OCLC 250584165.
- Arbeiten mit Gedankenimpulsen, Evangelische Verlagsanstalt, Berlin 1965, OCLC 250584401.
- Homiletik des Gesprächs in der Bibelstunde, Evangelische Verlagsanstalt, Berlin 1969, OCLC 73818405.
- Die Einleitung der Predigt, Evangelische Verlagsanstalt, Berlin 1971, ISBN 3-7668-0333-6
- Das Weltbild der Bibel, Evangelische Verlagsanstalt, Berlin 1973, 2. Auflage Berlin 1975, OCLC 256952122.
- Theologie im Widerspruch, Evangelische Verlagsanstalt, Berlin 1974, OCLC 721737416.
- Grundriß der empirischen Homiletik, Evangelische Verlagsanstalt, Berlin 1975, OCLC 600968012.
- Praktischer Kommentar zum Ersten Korintherbrief, Evangelische Verlagsanstalt, Berlin 1978, OCLC 252473027.
- Institut Christian Wecker (Pseudonym): Die Religion des Marxismus, Hänssler-Verlag, Neuhausen-Stuttgart 1983, ISBN 3-7751-0831-9.
- Wahrheit! Gegen Halbwahrheiten, Meinungsmanipulation, Tabus, Hänssler-Verlag Neuhausen-Stuttgart 1984.
- Moderne Theologie unter der Lupe, Hänssler-Verlag Neuhausen-Stuttgart 1988.
- Kontaktstark verkündigen. Grundzüge bibeltreuer Predigt, Hänssler-Verlag Neuhausen-Stuttgart 1989.
- mit Margarete Lerle: Leben und Lehre Jesu bibeltreu berichtet, Stephanus-Edition Uhldingen 1995.
- Die Reformation geht weiter. Denkschrift zum Luther-Jahr 1996, Stephanus-Edition Uhldingen 1995.
- Weichenstellungen in der Hermeneutik, Verlag Heinrich Harms Groß Oesingen 1997.
- Das große Versagen in Theologie und Kirche, in Kultur und Gesellschaft, Stephanus-Edition Uhldingen 1997.
- Beitrag in: Ulrich Luz: Zankapfel Bibel. Eine Bibel – viele Zugänge. Ein theologisches Gespräch, Theologischer Verlag, Zürich 1992, 5. Auflage 2007, ISBN 978-3-290-10874-8.[4]